# Jonel Lacey
Jonel Lacey (ur. 13 stycznia 1996) – lekkoatletka Brytyjskich Wysp Dziewiczych specjalizująca się w biegach sprinterskich. 
W 2013 została wicemistrzynią świata juniorów młodszych w sztafecie szwedzkiej.

## Osiągnięcia
| Rok  | Impreza                               | Miejsce      | Konkurencja                     | Lokata     | Wynik   |
| ---- | ------------------------------------- | ------------ | ------------------------------- | ---------- | ------- |
| 2012 | Mistrzostwa świata juniorów           | Barcelona    | bieg na 400 metrów              | eliminacje | 58,57   |
| 2013 | Mistrzostwa świata juniorów młodszych | Donieck      | bieg na 200 metrów              | półfinał   | DNS     |
| 2013 | Mistrzostwa świata juniorów młodszych | Donieck      | sztafeta szwedzka               | 2. miejsce | 2:07,40 |
| 2015 | Mistrzostwa panamerykańskie juniorów  | Edmonton     | bieg na 400 metrów przez płotki | 7. miejsce | 66,73   |
| 2016 | Młodzieżowe mistrzostwa NACAC         | San Salvador | bieg na 400 metrów              | eliminacje | 56,62   |

## Rekordy życiowe
- Bieg na 200 metrów – 24,20 (2016)